# 藤岡啓介
藤岡 啓介（ふじおか けいすけ、1934年11月13日 - ）は、日本の翻訳家、出版者、編集者。中川右介の父。

## 経歴
東京府下（現武蔵野市）吉祥寺に生まれる。父藤岡淳吉は高知県安芸郡安田町の出身で、幼くして鈴木商店に入社、大番頭金子直吉に才幹を認められる（直吉は哲学者金子武蔵の父）。米騒動に直面して、貧乏人に襲撃されるような会社に勤めているわけにはいかないと全社員に檄文を発し、東京の堺利彦のもとに走る。暁民共産党の創立メンバー（1922年）。啓介は父の志を引き継ぎ、その著書『ニュートン外伝』で次のように父を偲んでいる。
「藤岡淳吉は、昭和初期に独立系左翼出版社共生閣を創設、わが国で初めての『国家と革命』（レーニン）を非合法出版などして、壊滅状態にあった左翼運動の中でひとり気を吐き、また、第二次大戦後は彰考書院にて、幸徳秋水・堺利彦訳『共産党宣言』を初めて完本にて世に送り、社会科学、文学、民族学、歴史学関係の出版活動を行うなど、ひとつの志をもって出版を営んでいた。志も五十五歳までの苦闘に萎えてしまったものであるか。しかし土佐の出身であることもあってか、子供たちの幼年期、少年期の教育では、坂本龍馬、中江兆民、幸徳秋水が愛すべき英雄であること、マルクス、エンゲルス、レーニンを知らぬことは罪悪であること、そしてこれらの人物のエピソード、伝聞ではない堺利彦の直話を聞かせていた。志を次代に伝えることに意を尽くした。中学のころ、堺利彦の翻訳したアプトン・シンクレア、ショー、ロンドン、ゾラの作品を耽読したのはこの影響であった。また、父の友人、レーニンの翻訳家川内唯彦、フランス文学者石川湧、文化人類学者岡正雄の諸先生に哲学、文学、外国語、翻訳などについての教えを自宅にいながら傾聴することができたのは、かけがえのない父の遺産であった。この頃のわが家は大学であった。社会の書記たらんとしたバルザックに傾倒したのは、やはり志であったか。大学には『バルザックとドストエフスキー』を卒論として提出した。論中、サドを引いて論を立てたが、卒論主査が「サドは実在の人物かね」と問われた。大学中退は経済的理由を主としたものであったが、やはり中退が名誉であったと思っている。」
1954年早稲田大学第一文学部ロシア文学科入学、58年中退。在学中に、父の経営する株式会社彰考書院にて澁澤龍彦訳『マルキ・ド・サド選集』、エレンブルグ（小笠原豊樹訳）『雪どけ』、『歴史文学全集』などを編集発行。また、筆名にて大衆時代小説『葵無刀流』、『流転一刀流』など三作執筆、竜書房より出版。モーパッサン未発表四作品の翻訳を『週刊小説』に掲載。
［1959年～1973年］
技術誌出版社工業調査会にて専門技術誌、年鑑、便覧の編集担当、62年『機械と工具』編集長。自動化、自動組立て、数値制御、自動制御複合機械化に進む生産加工技術を取材、国内では三菱重工業広島工場、東芝機械（現：芝浦機械）沼津工場、池貝鉄工など大手から中小の専門技術の現場まで約300社、外国ではシャーマン、ディキシー、カーネー＆トレッカー、ムーア、シンシナティ・ミーリング、マス、シュコダ、エニムスなど約200社の現場、研究所、大学および国際見本市を取材、ルポルタージュを連載。
［1973年～1995年］
株式会社インタープレス設立、『工業英語』誌創刊編集長、74年より89年にかけて14年間にわたり『工業英語』誌巻頭言連続執筆。工業英語基本動詞論、等価翻訳論、イングリッシュ・ギャップ論、辞書論を発表。米国技術誌『マシン・デザイン』日本語版翻訳同時出版（1975年～1980年）。日本初の電子辞典『科学技術25万語大辞典』を基礎に「英和／和英130万語データベース」構築。1983年第19回日本出版翻訳文化賞特別賞を受賞。雑誌別冊、単行本、専門用語辞書編集出版。1995年引退、 執筆／辞書編纂／翻訳に専心。これまでの仕事を整理して語群辞典を編纂、文学少年に若返ってディケンズの翻訳。堺利彦はチャールズ・ディケンズの『オリヴァー・トゥイスト』を日本で最初に翻訳し『不屈の孤児』として『都新聞』に連載していた。そのひそみに倣った。
2007年１月、翻訳会社サン・フレアの協力を得て『WEBマガジン　出版翻訳』を編集。同年、日本出版クラブ会館内に翻訳者のための版権フリーの「洋書の森」を創立。

## 著書
- 『イングリッシュ・ギャップ 語学さえ派vs.技術さえ派』工業英語別冊（インタープレス、1982年）
- 『ニュートン外伝 科学革命の舞台裏』（アイピーシー、1988年）
- 『工業技術英和辞典』（PHP研究所、1991年）
- 『エンジニアのための英和/和英基本1500語小辞典 職場で使う技術の言葉、英語/日本語対応語辞典』アイピーシー　1992
- 『翻訳は文化である――妙訳は口に苦し』（丸善ライブラリー、2000年）
- 『英語翻訳練習帳――ジュリア・ロバーツはお好き？』（丸善ライブラリー、2001年）
- 『技術英語表現/表記ハンドブック』（工業調査会、2003年）
- 『工業英語　語群辞典』（工業調査会、2005年）
- 『出版翻訳　プロの条件』（出版メディアパル、2011年）
- 『現代工業英語辞典 科学技術の複合語を前置き後置きで検索できる』技術評論社　2011
- 『英文を読み解き訳す 出版翻訳デビューの手ほどき』三省堂　2012

### 共編著
- 『中国・ソ連の工業技術』（牧野昇、志村幸雄共著、講談社ブルーバックス、1972年）
- 『初級工業英語読本 850語でわかる』井上章共著　インタープレス　1978
- 『動詞が決めて "My English"のすすめ』編著　インタープレス　1982　工業英語別冊
- 『中沢のミッション大学英語攻略バイブル 旧約篇／新約篇』中沢一共著　アイピーシー　1993
- 『最新プラント用語辞典 インタープレス版 英和編・和英編』編著　アイピーシー　1994
- 『英和/和英工業用語集』（日外アソシエーツ、1997年）

### 翻訳
- ドン・マルチン『キャプテンドトンマンの冒険』インタープレス　1976
- ドン・マルチン『ドン・マルチン調子は上々の巻』インタープレス　1976
- 米国国防総省編『スタイルガイド 英文書作成と編集のためのルールと常識』訳編　アイピーシー　1987
- 『ボリショイ劇場――バレイとオペラ舞台写真集』（A・ゾロトフ他、アイピーシー、1989年）
- 『グラスノスチとペレストロイカ――ソ連ポスター集』（A・エゴロフ他、アイピーシー、1989年）
- 『革命の芸術、芸術の革命――十月革命の芸術』（M・ゲルマン編、アイピーシー、1990年）
- ジョナサン・サンダース編著『写真集　ロシア1917年』（アイピーシー、1991年）
- 『写真集　レナード・バーンスタイン』ドナル・ヘナハン解説 ジェーン・フリューゲル編、岡田好恵共訳　アルファベータ、1996年）
- マイケル・A.ホフマン二世『フリーメイソンの操心術』村上彩共訳　青弓社　1996
- ジャンニ・ログリアッチ『ライカの70年』田中長徳監訳（アルファベータ、1996年）
- ローレル・ファーイ『ショスタコーヴィチ　ある生涯』（佐々木千恵共訳、アルファベータ、 2002年
- チャールズ・ディケンズ『ボズのスケッチ　短編小説篇』（岩波文庫、2004年）のち未知谷
- サム・H.白川『評伝フルトヴェングラー　悪魔の楽匠』（加藤功泰,斎藤静代共訳、アルファベータ、2004年）
- エリオット・エンゲル『世界でいちばん面白い英米文学講義―巨匠たちの知られざる人生』（草思社、2006年）
- 『文豪の真実』（エドワード・ソレル、マール社、2007年）
- ガイ・オグルヴィ『錬金術　秘密の「知」の実験室』（、創元社、2009年）
- ジャック&キャロライン・フレミング 『偉大なアイディアの生まれた場所　シンキング・プレイス』（上松さち,村松静枝共訳、清流出版、2011年）
- Terry Breverton『人生最期のことば 時代をつくった83人』丸善出版　2013

## 辞書編纂
- 『科学技術25万語大辞典、英和／和英編』（インタープレス、1983年）

## 受賞
- 1983年度日本出版翻訳文化賞（毎日新聞社）特別賞受賞、他